# Whigfield (album)
A Whigfield című album a dán énekesnő Whigfield első stúdióalbuma, mely 1995 júniusában jelent meg, melyről meglepően sok - 7 kislemez - jelent meg, köztük a Saturday Night című megasláger, mely több Európai országban is listavezető volt.
Az album néhány változatára felkerült a Wham! Last Christmas című dal feldolgozása is.

## Megjelenés
Az albumot számos országban kiadták 1995-ben, míg Ausztráliában csak 1997-ben jelent meg. Japánban az album Saturday Night - Let's Whiggy Dance címmel került a boltokba, míg Hollandiában két CD lemezes változatot jelentettek meg, ahol az első lemez remixeket tartalmazott, és egy bónusz dalt is. A második lemez az eredeti kiadást tartalmazta. A kanadai változaton három további remix is helyet kapott, és egy megamixet is.
Szingapúrban Sexy Eyes - The Album címen jelent meg, míg Dél-Koreában Big Time - The Album címmel került a boltokba. A Taiwani kiadás Superbox - Super Hits & Remix Collection címen jelent meg, és két lemezből állt, melyből az egyik az album dalait tartalmazta, valamint két dalt, a Junto A Ti és Gimme Gimme című dalokat. A második lemezen különböző remixek kaptak helyet, és egyedi borítóval került kiadásra.
Néhány változat - köztük a Special Editions - kiadás a Last Christmas és It's Alright című dalok változatait is tartalmazta.

## Az album dalai
|     | Cím                           | Hossz |
| --- | ----------------------------- | ----- |
| 1.  | Think Of You                  | 4:15  |
| 2.  | Last Christmas                | 4:16  |
| 3.  | Don't Walk Away               | 4:00  |
| 4.  | Big Time                      | 3:22  |
| 5.  | Out Of Sight                  | 4:01  |
| 6.  | Close To You                  | 4:08  |
| 7.  | Another Day                   | 4:06  |
| 8.  | Sexy Eyes                     | 3:54  |
| 9.  | Ain't It Blue                 | 4:46  |
| 10. | I Want To Love                | 4:17  |
| 11. | Saturday Night                | 3:42  |
| 12. | Close To You (Downtown Remix) | 4:56  |

## Slágerlista
| Slágerlista (1991)                                         | Legjobb helyezések |
| ---------------------------------------------------------- | ------------------ |
| Ausztrália (ARIA)                                          | 19                 |
| Kanada Canadian Album Chart (RPM)                          | 18                 |
| Finnország Official Finnish Chart                          | 30                 |
| Németország Offizielle Deutsche Charts (GfK Entertainment) | 43                 |
| Hollandia (Megacharts)                                     | 23                 |
| Svájc (Schweizer Hitparade)                                | 37                 |
| Egyesült Királyság (Official Charts Company)               | 13                 |